# Marcus Túlio Tanaka
 (juin 2025).
Si vous disposez d'ouvrages ou d'articles de référence ou si vous connaissez des sites web de qualité traitant du thème abordé ici, merci de compléter l'article en donnant les références utiles à sa vérifiabilité et en les liant à la section « Notes et références ».
Marcus Túlio Tanaka (田中 マルクス 闘莉王, Tanaka Marukusu Tūrio), né le 24 avril 1981 à Palmeira d'Oeste (Brésil), est un footballeur japonais, qui évolue au poste de Défenseur dans divers clubs japonais, chronologiquement au Sanfrecce Hiroshima, au Mito Hollyhock, aux Urawa Red Diamonds puis enfin a Nagoya Grampus Eight depuis la saison 2010. 
Il compte 43 sélections pour 8 but avec le Japon depuis 2006.

## Biographie
Né à São Paulo d'un père brésilo-japonais (citoyen brésilien d'ascendance japonaise) et d'une mère brésilo-italienne (citoyenne brésilienne d'ascendance italienne), Túlio déménage au Japon à l'âge de quinze ans dans le cadre de ses études. Après avoir décroché son diplôme au secondaire, il rejoint le football professionnel en signant au Sanfrecce Hiroshima en 2001. Quand son club est relégué sportivement en seconde division en 2002, il rejoint le Mito Hollyhock en prêt.
Le 10 octobre 2003, il obtient la nationalité japonaise lui permettant d'être sélectionné en équipe du Japon espoirs et participant même aux Jeux olympiques de 2004 à Athènes. Il fait ses débuts en sélection nationale senior le 9 août 2006 contre l'équipe de Trinité-et-Tobago. Cette même année 2006, en raison de bonnes prestations à Urawa Red Diamonds qu'il a rejoint en 2004, il obtient le titre de meilleur joueur du championnat. Malgré une place de titulaire dans l'équipe du Japon, il ne prend pas part à la Coupe d'Asie 2007 en raison d'une blessure.
Régulier, il est à cinq reprises sélectionné dans l'équipe type du championnat du Japon (2004, 2005, 2006, 2007 et 2008) et y a remporté un championnat, deux Coupes du Japon et la Supercoupe du Japon, ainsi que la Ligue des champions de l'AFC. 
Après la saison 2009 il quitte Urawa où il ne prolonge pas son contrat en raison de mauvaises relations avec l'entraineur Valter Finke. Il rejoint Nagoya Grampus Eight. Équipe avec laquelle il remportera le championnat 2010, mettant fin a l'hégémonie de Kashima.
En sélection, il prend une part active dans la qualification du Japon pour la Coupe du monde 2010 où il est le joueur ayant disputé le plus grand nombre de matchs qualificatifs. Lors du tournoi il sera titulaire lors des quatre matchs du Japon. il ratera une deuxième Coupe d'Asie en janvier 2011 à cause, encore une fois, d'une blessure. Il n'a depuis pas été rappelé par le sélectionneur Alberto Zaccheroni qui semble privilégier l'insertion de jeunes joueurs dans l'optique de la Coupe du monde 2014.

## Palmarès
- Championnat du Japon :
  - Champion en 2006 (Urawa Red Diamonds),2010 (Nagoya Grampus)

- Coupe du Japon :
  - Vainqueur en 2005,2006 (Urawa Red Diamonds)

- Coupe de la Ligue japonaise
  - Finaliste en 2004

- Supercoupe du Japon :
  - Vainqueur en 2006 (Urawa Red Diamonds) et  2011 (Nagoya Grampus)
  - Finaliste en 2007 (Urawa Red Diamonds)

- Ligue des champions de l'AFC:
  - Vainqueur en 2007 (Urawa Red Diamonds)

- Coupe du monde des clubs:
  - Troisième en 2007 (Urawa Red Diamonds)

## Distinctions
- J. League Best Eleven : 2004,2005,2006,2007,2008,2009,2010,2011,2012